# Valeseguya rieki
Espèce
Valeseguya rieki  est une espèce de diptères de la famille des Valeseguyidae.